# Diepenbeek
Diepenbeek (Limburgs: Diepenbik) is een plaats en gemeente in de Belgische provincie Limburg. Diepenbeek is centraal gelegen tussen drie aangrenzende steden: Hasselt, Genk, Bilzen. De gemeente telt bijna 20.000 inwoners en behoort tot het gerechtelijk kanton en kieskanton Hasselt.

## Geschiedenis
Diepenbeek werd in 1092 voor het eerst vermeld als Tidebachen, de beek van Teudo. Oorspronkelijk was Diepenbeek een vrije heerlijkheid. De heerlijkheid werd in de eerste helft van de 13e eeuw betwist door de prins-bisschoppen van Luik en de hertogen van Brabant. Uiteindelijk werd Diepenbeek een Luiks leen, maar vanaf 1266 was er ook Brabantse afhankelijkheid. In 1359 kwam, met de dood van Hendrik van Diepenbeek, een einde aan de status van vrije heerlijkheid. Families die de heerlijkheid tot de 17e eeuw in handen hadden waren Van Diepenbeek, De Sombreffe, Van Schoonvorst, Van Gavere, Van Horne en Van Merode. In de 16e eeuw was Conrad van Gavere († 1570) heer van Diepenbeek (en Elsloo).
Door aankopen in 1663 en 1678 door Edmond Godfried van Bocholtz, landcommandeur van de balije Biesen (1657-1690), kwam de heerlijkheid voor 133 jaar in het bezit van de ridders van de Duitse Orde te Alden Biesen. De Duitse Orde betaalde 346.000 gulden voor de aankoop tegen 12.000 gulden door de Diepenbekenaren jaarlijks te betalen rente. Er rest nog een oude slottoren en een 18e-eeuwse rentmeesterwoning. Deze laatste werd in de 1e helft van de 18e eeuw gebouwd door landcommandeur Ferdinand von Sickingen van Alden Biesen (1743-1749) en huisvest nu een notariaat. De Rooiermolen, een banmolen van rond 1600 op de Stiemerbeek was voor de helft eigendom van Alden Biesen. Het Diepenbeekse paenhuis (brouwerij), destijds gebouwd door landcommandeur Hendrik van Wassenaar, werd in 1954 afgebroken en heropgebouwd in het openluchtmuseum Bokrijk.
Vermoedelijk werd rond het midden van de 11e eeuw een romaanse kerk met toren gebouwd. In 1235 werd het patronaatsrecht en het tiendrecht toegekend aan de Abdij van Villers, om in 1382 overgedragen te worden aan het Sint-Lambertuskapittel te Luik.
De heide ten noorden van de Demer werd in de loop van de 19e eeuw bebost. Tot 1879 werd er ijzeroer gewonnen en stak men er turf. In de daardoor ontstane vijvers werd vis gekweekt.

## Geografie
Diepenbeek, doorsneden door vele naar de Demer aflopende beken, ligt op de zuidwestelijke uitloper van het Kempisch Plateau. De afwatering en de aanwezige vijvers ontstaan door turfwinning en delving van ijzerzandsteen zorgen voor een typisch wijerlandschap dat toeristisch aantrekkelijk is. Deze omgeving trok een bijzondere fauna aan zoals de door Diepenbeek geadopteerde boomkikker, de roerdomp en het woudaapje.
Diepenbeek profileert zich steeds meer als onderdeel van Haspengouw sinds het toetrad tot Toerisme Haspengouw. In het noorden doorsnijdt het Albertkanaal de gemeente, in het zuiden de autoweg E313, Antwerpen-Luik. Door de dorpskern loopt de oude steenweg van Hasselt naar Bilzen en verder naar Maastricht. De gemeente heeft een station aan de spoorlijn Antwerpen-Hasselt-Luik, die parallel met de steenweg loopt. Diepenbeek is een residentiële gemeente gelegen tussen de drukke centra Hasselt en Genk.
Naast het centrum bestaat de gemeenten uit een aantal wijken en gehuchten: ten noorden van de spoorweg en de steenweg zijn dit Lutselus, Rozendaal, Piannesberg, Dorpheide, Rooierheide, Bijenberg; in het zuiden liggen Pampert, Reitje, Keizel, Zwartveld en het Crijt.

### Nabijgelegen kernen
Hasselt, Genk, Kortessem, Beverst, Vliermaalroot, Romershoven

## Demografie

### Demografische ontwikkeling
Alle historische gegevens hebben betrekking op de huidige gemeente, inclusief deelgemeenten, zoals ontstaan na de fusie van 1 januari 1977.
- Bronnen:NIS, Opm:1831 tot en met 1981=volkstellingen; 1990 en later= inwonertal op 1 januari

| Inwoners van jaar tot jaar op 1 januari 1992 tot heden | Inwoners van jaar tot jaar op 1 januari 1992 tot heden | Inwoners van jaar tot jaar op 1 januari 1992 tot heden |
| jaar                                                   | Aantal                                                 | Evolutie: 1992=index 100                               |
| ------------------------------------------------------ | ------------------------------------------------------ | ------------------------------------------------------ |
| 1992                                                   | 16.270                                                 | 100,0                                                  |
| 1993                                                   | 16.359                                                 | 100,5                                                  |
| 1994                                                   | 16.522                                                 | 101,5                                                  |
| 1995                                                   | 16.681                                                 | 102,5                                                  |
| 1996                                                   | 16.713                                                 | 102,7                                                  |
| 1997                                                   | 16.880                                                 | 103,7                                                  |
| 1998                                                   | 16.860                                                 | 103,6                                                  |
| 1999                                                   | 17.029                                                 | 104,7                                                  |
| 2000                                                   | 17.173                                                 | 105,6                                                  |
| 2001                                                   | 17.251                                                 | 106,0                                                  |
| 2002                                                   | 17.343                                                 | 106,6                                                  |
| 2003                                                   | 17.464                                                 | 107,3                                                  |
| 2004                                                   | 17.653                                                 | 108,5                                                  |
| 2005                                                   | 17.673                                                 | 108,6                                                  |
| 2006                                                   | 17.706                                                 | 108,8                                                  |
| 2007                                                   | 17.874                                                 | 109,9                                                  |
| 2008                                                   | 17.999                                                 | 110,6                                                  |
| 2009                                                   | 18.129                                                 | 111,4                                                  |
| 2010                                                   | 18.208                                                 | 111,9                                                  |
| 2011                                                   | 18.242                                                 | 112,1                                                  |
| 2012                                                   | 18.377                                                 | 113,0                                                  |
| 2013                                                   | 18.542                                                 | 114,0                                                  |
| 2014                                                   | 18.666                                                 | 114,7                                                  |
| 2015                                                   | 18.757                                                 | 115,3                                                  |
| 2016                                                   | 18.906                                                 | 116,2                                                  |
| 2017                                                   | 19.086                                                 | 117,3                                                  |
| 2018                                                   | 19.137                                                 | 117,6                                                  |
| 2019                                                   | 19.031                                                 | 117,0                                                  |
| 2020                                                   | 19.090                                                 | 117,3                                                  |
| 2021                                                   | 19.157                                                 | 117,7                                                  |
| 2022                                                   | 19.241                                                 | 118,3                                                  |
| 2023                                                   | 19.423                                                 | 119,4                                                  |
| 2024                                                   | 19.607                                                 | 120,5                                                  |
| 2025                                                   | 19.788                                                 | 121,6                                                  |

## Politiek

### Structuur
De gemeente Diepenbeek ligt in het kieskanton Hasselt (dewelke hetzelfde is als het provinciedistrict Hasselt), het kiesarrondissement Hasselt-Tongeren-Maaseik (identiek aan de kieskring Limburg).
| Diepenbeek       | Diepenbeek       | Supranationaal         | Nationaal                         | Nationaal          | Gemeenschap       | Gewest            | Provincie         | Arrondissement           | Provinciedistrict | Kanton          | Gemeente        |
| ---------------- | ---------------- | ---------------------- | --------------------------------- | ------------------ | ----------------- | ----------------- | ----------------- | ------------------------ | ----------------- | --------------- | --------------- |
| Administratief   | Niveau           | Europese Unie          | België                            | België             | Vlaanderen        | Vlaanderen        | Limburg           | Hasselt                  | Hasselt           | Hasselt         | Diepenbeek      |
| Administratief   | Bestuur          | Europese Commissie     | Belgische regering                | Belgische regering | Vlaamse regering  | Vlaamse regering  | Deputatie         | Deputatie                | Deputatie         | Deputatie       | Gemeentebestuur |
| Administratief   | Raad             | Europees Parlement     | Kamer van volksvertegenwoordigers | Vlaams Parlement   | Vlaams Parlement  | Vlaams Parlement  | Provincieraad     | Provincieraad            | Provincieraad     | Provincieraad   | Gemeenteraad    |
| Kiesomschrijving | Kiesomschrijving | Nederlands Kiescollege | Kieskring Limburg                 | Kieskring Limburg  | Kieskring Limburg | Kieskring Limburg | Kieskring Limburg | Hasselt-Tongeren-Maaseik | Hasselt           | Hasselt         | Diepenbeek      |
| Verkiezing       | Verkiezing       | Europese               | Federale                          | Federale           | Vlaamse           | Vlaamse           | Provincieraads-   | Provincieraads-          | Provincieraads-   | Provincieraads- | Gemeenteraads-  |

### College van burgemeester en schepenen
Burgemeester is Rik Kriekels (N-VA). Hij leidt een coalitie bestaande uit N-VA, CD&V en Groen. Samen vormen ze de meerderheid met 13 op 25 zetels.
| College van Burgemeester en Schepenen 2024-2030 | College van Burgemeester en Schepenen 2024-2030                                                          |
| ----------------------------------------------- | --- |
| Burgemeester                                    | Rik Kriekels (N-VA)                                                                                      |
| Schepenen                                       | Jos Leroi (CD&V) Marie Claesen (Groen) Liesbeth Steegmans (N-VA) Josette Nassen (CD&V) Jan Bynens (N-VA) |
| Voorzitter gemeenteraad                         | Lize Habex (CD&V)                                                                                        |

### Geschiedenis

#### (Voormalige) burgemeesters
| Tijdspanne | Tijdspanne   | Burgemeester                   |
| ---------- | ------------ | ------------------------------ |
|            | 1830 - 1841  | Cornelis Machiels              |
|            | 1841 - 1876  | Matheus Constantinus Palmers   |
|            | 1876 - 1879  | Renier Grosemans               |
|            | 1879 - 1884  | Joannes Nicolaes Achten        |
|            | 1885 - 1908  | Laurens Machiels               |
|            | 1908 - 1921  | Hendrik Gisbertus Vandebroek   |
|            | 1921 - 1939  | Jean-Marie Eugenius Schoofs    |
|            | 1939 - 1942  | Leonard Mathijs Eersels        |
|            | 1942 - 1944  | Louis Herman Rochus            |
|            | 1944 - 1947  | Leonard Mathijs Eersels        |
|            | 1947 - 1954  | Joannis Laurentius Buntinx     |
|            | 1954 - 1959  | Jannes Gerardus Vandormael     |
|            | 1959 - 1965  | Hendericus Engelbertus Slegers |
|            | 1965 - 1983  | August Voets (VOETS)           |
|            | 1983 - 1995  | Jos Thys (CVP)                 |
|            | 1995 - 2012  | Etienne Steegmans (CVP / CD&V) |
|            | 2013 - 2018  | Patrick Hermans (PUUR)         |
|            | 2019 - heden | Rik Kriekels (N-VA)            |

#### Legislatuur 2001-2006
De winnaars van de verkiezingen waren VLD (van 1 naar 5 zetels) en de Vrije Democraten Diepenbeek (VDD). Beide partijen sloten een coalitie van 16 op 25 zetels.

#### Legislatuur 2007-2012
CD&V en VDD gingen in kartel naar de kiezer onder de naam CD&VDD. De partij wist echter slechts 11 van de 16 (opgeteld resultaat van de uitslag in 2000) mandaten te behouden. Sp.a werd de grote winnaar (van 2 naar 8 mandaten). Aanvankelijk was er sprake van een coalitie met sp.a en later met VLD. Door het feit dat er echter twee VLD-mandatarissen ontslag namen en Martha Roux (CD&VDD) besloot als onafhankelijke te zetelen, had deze laatste mogelijke coalitie onvoldoende handtekeningen om het schepencollege te mandateren.
Vervolgens kwam het tot een coalitie tussen sp.a, VLD, Groen! en de onafhankelijk zetelende Martha Roux. Aangezien burgemeester Etienne Steegmans (CD&VDD) reeds benoemd was, kwam Diepenbeek in de uitzonderlijke situatie van een oppositie-burgemeester met een schepencollege van een andere meerderheid. Schepenen waren Pierre Leuraers, Eddy Heleven (beide VLD), Frank Keunen, Patrick Hermans (beide sp.a) en Hugo Leroux (Groen!). OCMW-voorzitster was Martha Roux. In oktober 2009 volgde Brigitte Bodson partijgenoot Eddy Heleven op als schepen. In september 2010 verliet gemeenteraadslid Patrick Hermans de sp.a.

#### Legislatuur 2013-2018
Bij de verkiezingen van 2012 had de kiezer de keuze uit maar liefst zeven kieslijsten. Daarbij twee nieuwe spelers: de sp.a-scheurlijst 'Politiek Uit Uw Regio-Diepenbeek' (PUUR) van Patrick Hermans en 'De Andere Aanpak in Diepenbeek' (DAAD) van LDD-er Lode Vereeck.
Burgemeester werd Patrick Hermans (PUUR), hij leidt een coalitie van PUUR, CD&V, Open Vld en N-VA. Voorts is het schepencollege samengesteld uit Jos Leroi (CD&V), Miet Nelissen, Suzy Wolfs (beide PUUR), Peter Prévot (Open Vld) en Karen Alders (N-VA). OCMW-voorzitter is Rik Kriekels (N-VA) en Giedo Wysmans is voorzitter van de gemeenteraad.
Na de overstap van Lode Vereeck naar Open Vld, besloot DAAD laatst genoemde (alsook Jan Beyens) uit de partij te zetten. Jan Beyens besloot daarop als onafhankelijke te zetelen. In juni 2016 werd bekend dat DAAD zou opgaan in PUUR. Jos Wolfs ging niet mee over en zetelt sindsdien als onafhankelijke.

#### Legislatuur 2019-2024
In de coalitie van 2019 werd PUUR, de grootste bij de verkiezingen en die er ook op vooruitging, geweerd uit de coalitie en de andere lokale winnaar, N-VA, ging in zee met CD&V, Groen en Open Vld, ook alle bescheiden winnaars bij de verkiezingen. Rik Kriekels (N-VA) werd burgemeester.

#### Legislatuur 2024-2030
Na de verkiezingen van oktober 2024 vormden N-VA en CD&V, die in kartel waren opgekomen, een meerderheid met Groen. De grootste lijst PUUR+ (een samenwerking van de lokale partij PUUR, Open Vld en Vooruit) werd uit de coalitie geweerd. Rik Kriekels (N-VA) bleef burgemeester. 

#### Resultaten gemeenteraadsverkiezingen sinds 1976
| Partij of kartel     | Partij of kartel                           | 10-10-1976 | 10-10-1976 | 10-10-1982 | 10-10-1982 | 9-10-1988 | 9-10-1988 | 9-10-1994 | 9-10-1994 | 8-10-2000 | 8-10-2000 | 8-10-2006 | 8-10-2006 | 14-10-2012 | 14-10-2012 | 14-10-2018 | 14-10-2018 | 13-10-2024 | 13-10-2024 |
| Stemmen / Zetels     | Stemmen / Zetels                           | %          | 23         | %          | 25         | %         | 25        | %         | 25        | %         | 25        | %         | 25        | %          | 25         | %          | 25         | %          | 25         |
| -------------------- | ------------------------------------------ | ---------- | ---------- | ---------- | ---------- | --------- | --------- | --------- | --------- | --------- | --------- | --------- | --------- | ---------- | ---------- | ---------- | ---------- | ---------- | ---------- |
|                      | Agalev1/ Groen!2/ Groen3                   | -          |            | -          |            | 7,071     | 1         | 7,091     | 1         | 6,281     | 1         | 7,022     | 1         | 8,393      | 1          | 9,83       | 2          | 9,43       | 1          |
|                      | SP1/ sp.a2/ PRO 35903/ PUUR+B              | 12,741     | 2          | 14,831     | 4          | 17,241    | 4         | 11,841    | 2         | 11,491    | 2         | 28,052    | 8         | 14,772     | 4          | 7,73       | 1          | 45,8B      | 12         |
|                      | PUUR2/ PUUR+B                              | -          |            | -          |            | -         |           | -         |           | -         |           | -         |           | 20,902     | 6          | 30,72      | 9          | 45,8B      | 12         |
|                      | DAAD1/ PUUR+B                              | -          |            | -          |            | -         |           | -         |           | -         |           | -         |           | 16,691     | 4          | 30,72      | 9          | 45,8B      | 12         |
|                      | PVV1/ VLD2/ VLD-Vivant3/ Open Vld4/ PUUR+B | -          |            | 5,251      | 0          | 9,181     | 1         | 7,242     | 1         | 17,82     | 5         | 15,193    | 3         | 9,844      | 2          | 12,14      | 3          | 45,8B      | 12         |
|                      | VU1/ N-VA2 / N-VA/CD&VB                    | -          |            | 7,631      | 1          | -         |           | -         |           | -         |           | -         |           | 17,522     | 5          | 26,32      | 7          | 44,8B      | 7          |
|                      | CDP1/ CVP2/ CD&VDDA/ CD&V3 / N-VA/CD&VB    | 29,881     | 7          | 35,372     | 11         | 45,932    | 14        | 36,382    | 10        | 20,572    | 5         | 38,62A    | 11        | 11,883     | 3          | 13,43      | 3          | 44,8B      | 5          |
|                      | VOETS1/ DVP2/ VDD3/ VVD4/ CD&VDDA          | 57,381     | 14         | 30,591     | 9          | 20,592    | 5         | 37,453    | 11        | 36,734    | 11        | 38,62A    | 11        | -          |            | -          |            | -          |            |
|                      | Vlaams Blok1/ Vlaams Belang2               | -          |            | -          |            | -         |           | -         |           | 7,131     | 1         | 11,122    | 2         | -          |            | -          |            | -          |            |
|                      | PVDA                                       | -          |            | 0,64       | 0          | -         |           | -         |           | -         |           | -         |           | -          |            | -          |            | -          |            |
|                      | OOG                                        | -          |            | 5,7        | 0          | -         |           | -         |           | -         |           | -         |           | -          |            | -          |            | -          |            |
| Totaal stemmen       | Totaal stemmen                             | 8774       | 8774       | 10363      | 10363      | 11540     | 11540     | 12199     | 12199     | 12779     | 12779     | 12921     | 12921     | 13053      | 13053      | 14060      | 14060      | 9085       | 9085       |
| Opkomst %            | Opkomst %                                  |            |            |            |            | 97,39     | 97,39     | 97,08     | 97,08     | 95,77     | 95,77     | 96,61     | 96,61     | 93,50      | 93,50      | 94,2       | 94,2       | 58,7       | 58,7       |
| Blanco en ongeldig % | Blanco en ongeldig %                       | 3,99       | 3,99       | 4,54       | 4,54       | 3,86      | 3,86      | 4,27      | 4,27      | 4,28      | 4,28      | 3,5       | 3,5       | 3,5        | 3,5        | 5,0        | 5,0        | 1,4        | 1,4        |

De rode cijfers naast de gegevens duiden aan onder welke naam de partijen telkens bij een verkiezing opkwamen.
De zetels van de gevormde meerderheid staan vetjes afgedrukt. De grootste partij is in kleur.

## Bezienswaardigheden
- de Sint-Servatiuskerk aan het Marktplein. In 1997 werd de 500e verjaardag van de toren gevierd. In de kerk zijn 17e-eeuwse houten gepolychromeerde beelden te vinden.
- het gemeentehuis. Daterend van 1914 en neogotisch van stijl. In 1978 werd het aanzienlijk uitgebreid.
- de kiosk op de stemmige Varkensmarkt
- de Rentmeesterij van Alden Biesen, ook het Kasteel van Diepenbeek genoemd, aan de Stationsstraat. Op het domein bevindt er zich ook een 15e-eeuwse ronde slottoren van de waterburcht van de vrijheren van Tiedebeken.
- de oude Bouquetwinning met tiendenschuur. Rond 1243 vermaakte Jacobus, vrijheer van Diepenbeek, de Bouquethoeve aan de abdij van Villers. De zeer ruime tiendenschuur meet 45 bij 12 meter.

### Zandstenen
In Diepenbeek werden op verschillende plaatsen enorme stenen aangetroffen. Al in de 19e eeuw deden onderzoekers het idee ingang vinden dat deze stenen van ver aangevoerd werden en in Diepenbeek opgesteld werden als steencirkels of cromlechts als een neolitisch heiligdom zoals in Stonehenge. Dat zou het geval zijn op de vindplaatsen op het Tombeveld, aan het Kapelveld en aan de Kruisveldstraat. De stenenconcentraties van Diepenbeek zijn al sinds zo’n 160 jaar het onderwerp van verhitte discussies omtrent het al dan niet voorkomen van megalithische heiligdommen in Vlaanderen. In 1979 deed de heemkundige kring nog een bijdrage aan de discussie door een opgraving van de site aan de Kruisveldstraat. Op een eerder amateuristische wijze, waarbij er niet eens een opgravingsplan werd opgesteld, werden er stenen op één meter onder het maaiveld blootgelegd. Zij plaatsten er een bord dat er een megalitische steencirkel uit het neolithicum werd ontdekt.
Geologisch onderzoekers wezen sinds de ontdekking van de stenen in de 19e eeuw op de natuurlijke oorsprong van de stenen door chemische processen ter plaatse. De stenen zijn zogenaamde zoetwaterkwartsieten, een sedimentair gesteente ontstaan en verhard door aaneenklitting door kiezelzuur van zandkorrels, afgezet door een ondiepe zee. Het is een orthokwartsiet ontstaan tijdens of kort na het Midden-Mioceen, zo’n 15 miljoen jaar geleden. Chemische processen zorgden voor de vorming van harde zandsteenkorsten waarna de inwerking van water, wind en vorst zorgden voor de vorming van talrijke zandsteenblokken die nadien bedekt werden door een laag zandleem.
In 1904 werden in Diepenbeek ontdekte stenen afgevoerd naar Hasselt. Daar werden ze in de tuin van het Atheneum opgesteld als dolmens en menhirs ter onderstreping van de mythe van de oorsprong als neolithisch heiligdom.
Nog in 2016 en 2019 werden in Diepenbeek bij het het ploegen dergelijke grote zandstenen bloot gelegd. In 2022 werd een grote opgeploegde steen naast de akker aan de Keizel geplaatst.

### Galerie

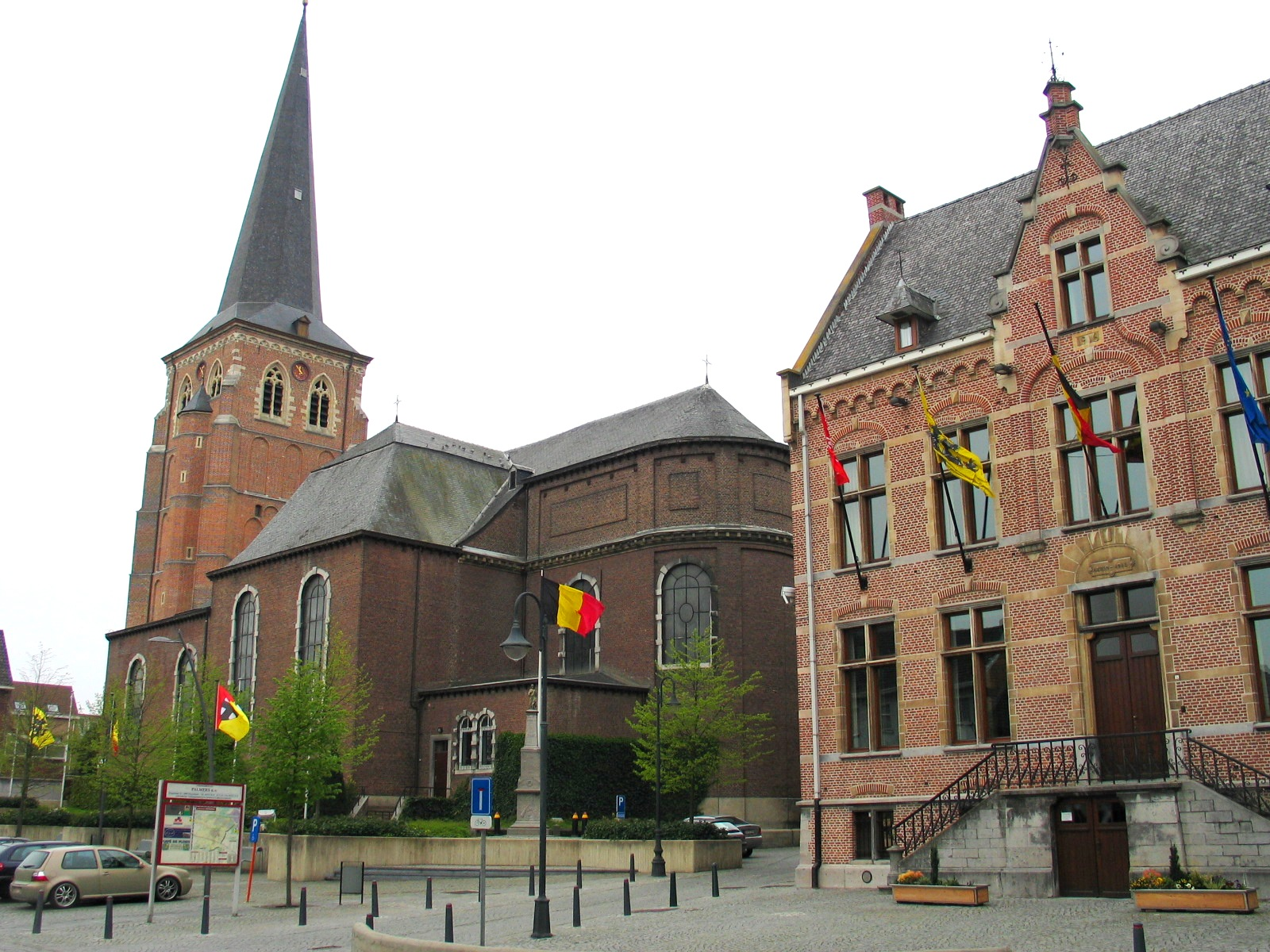
De Sint-Servatiuskerk en gemeentehuis
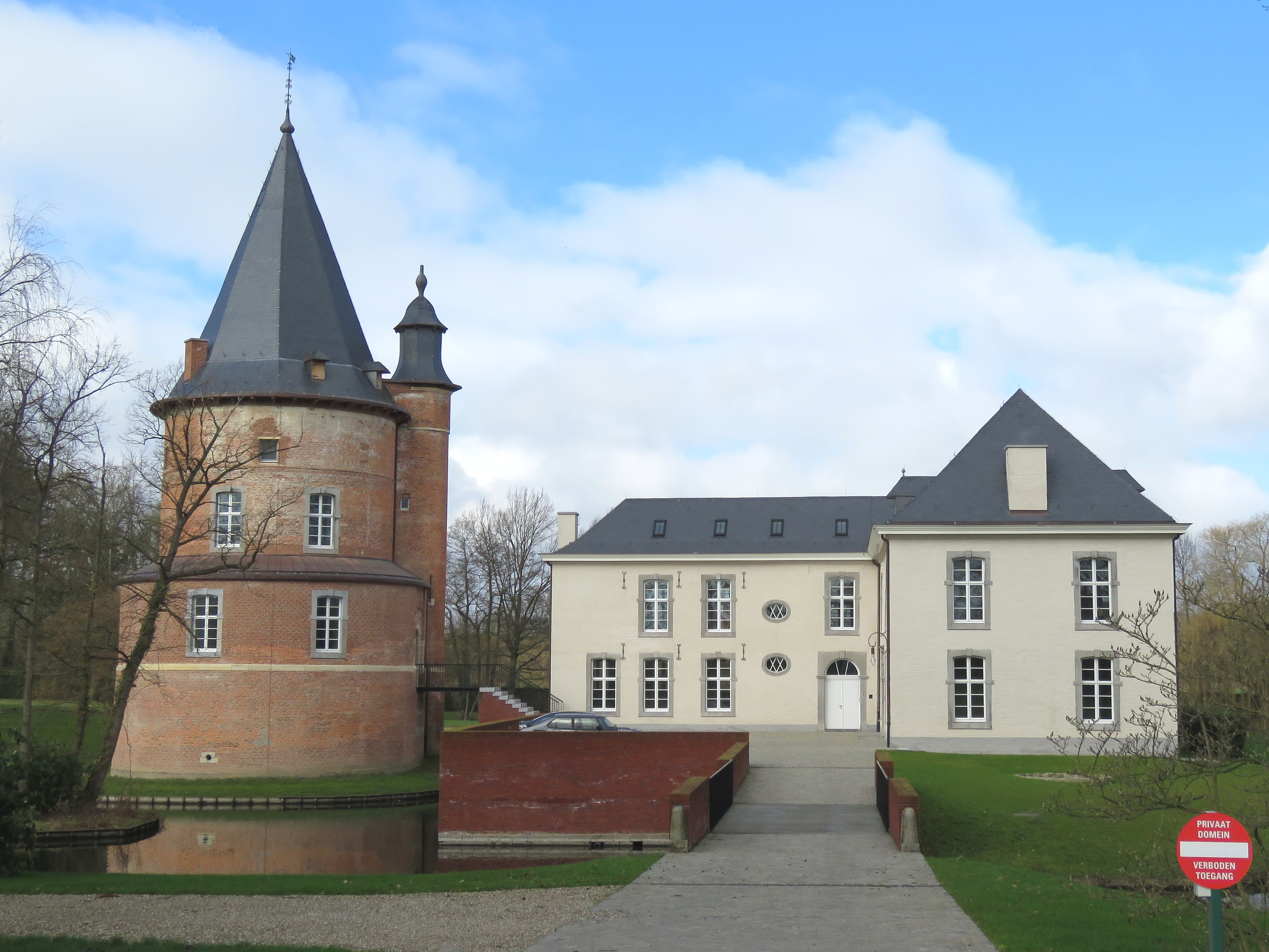
Kasteel van Diepenbeek
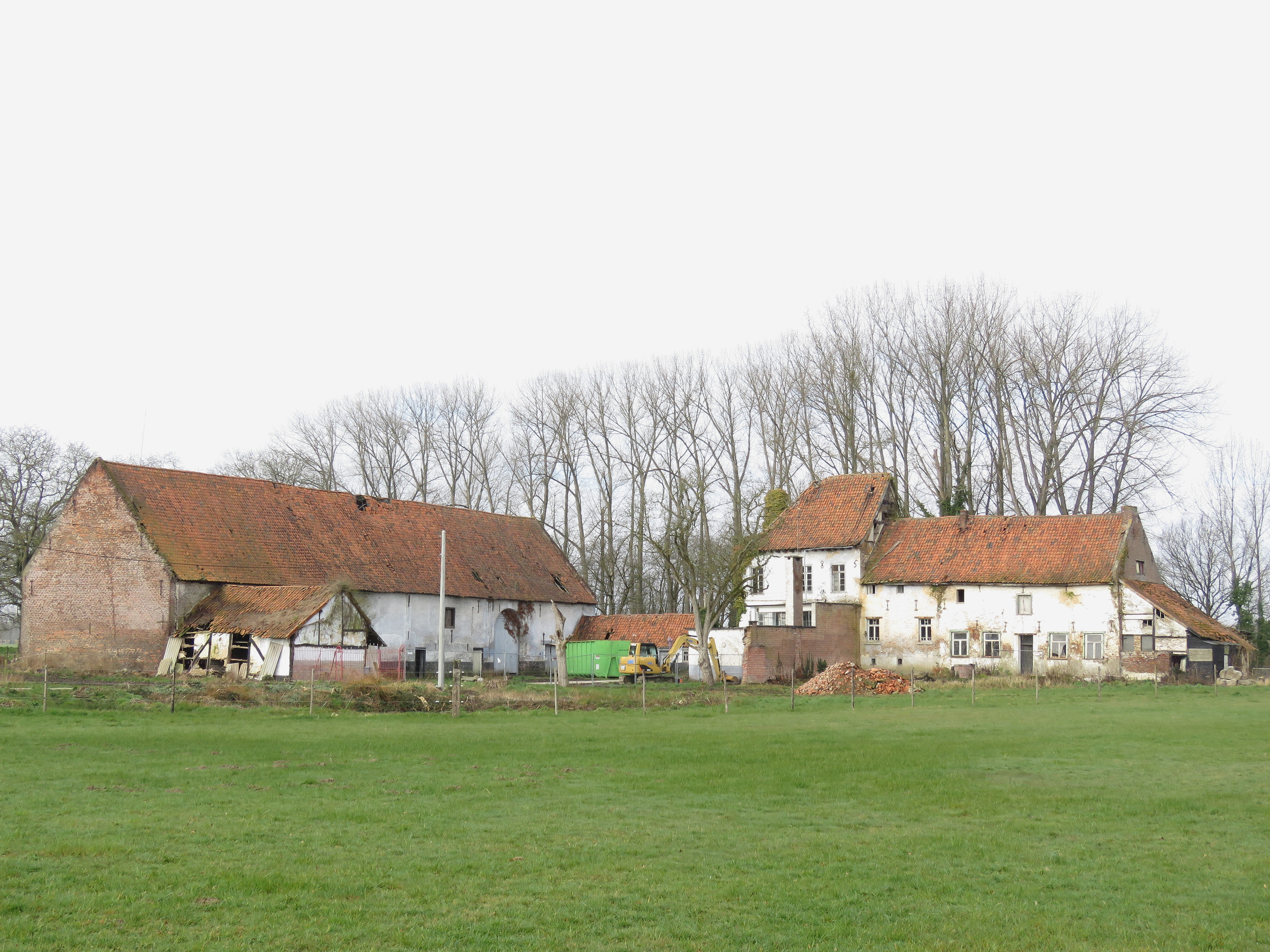
Bouquetwinning uit 1685
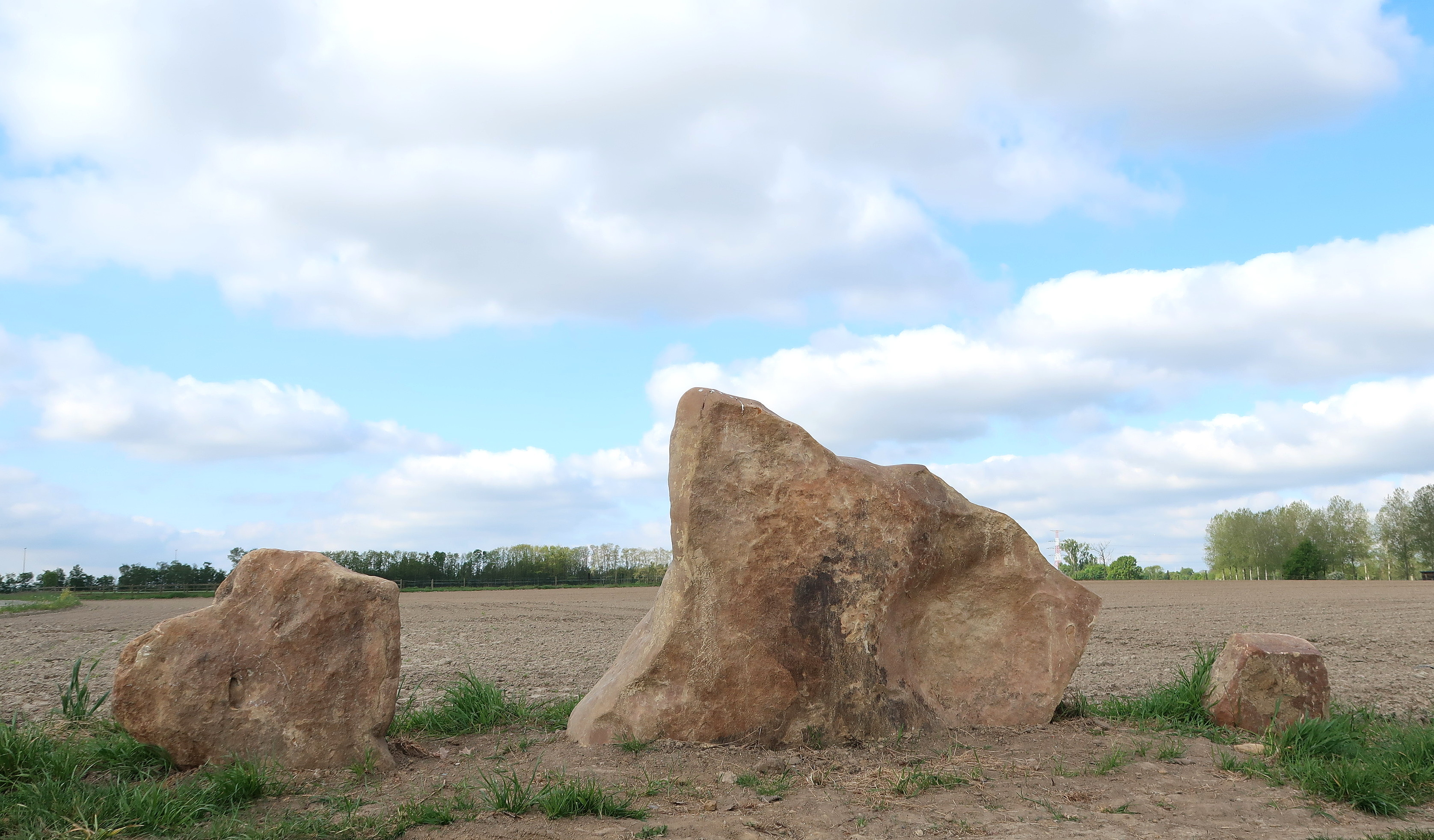
Stenen zoetwaterkwartsiet opgeploegd in 2022
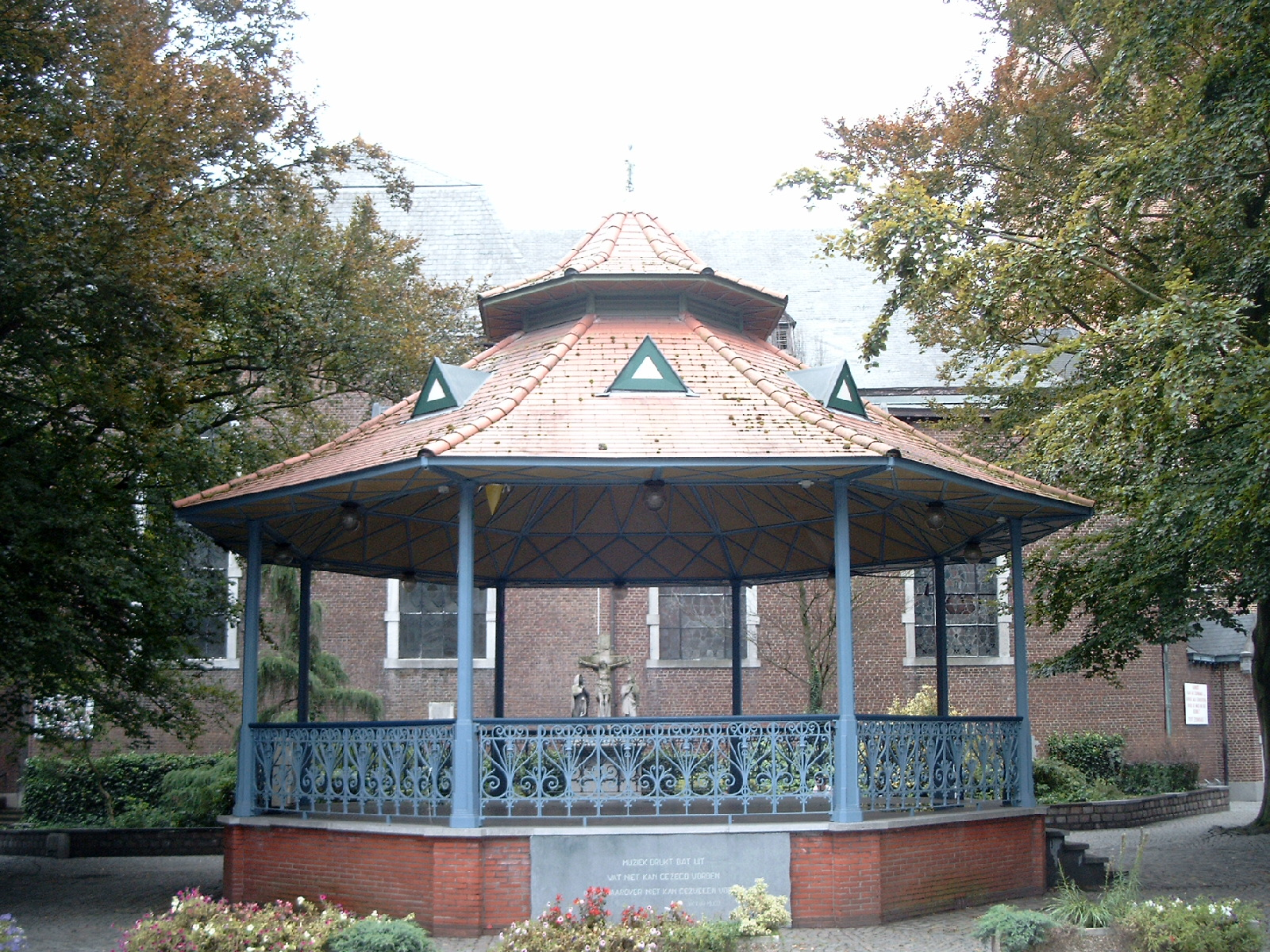
Kiosk op de Varkensmarkt
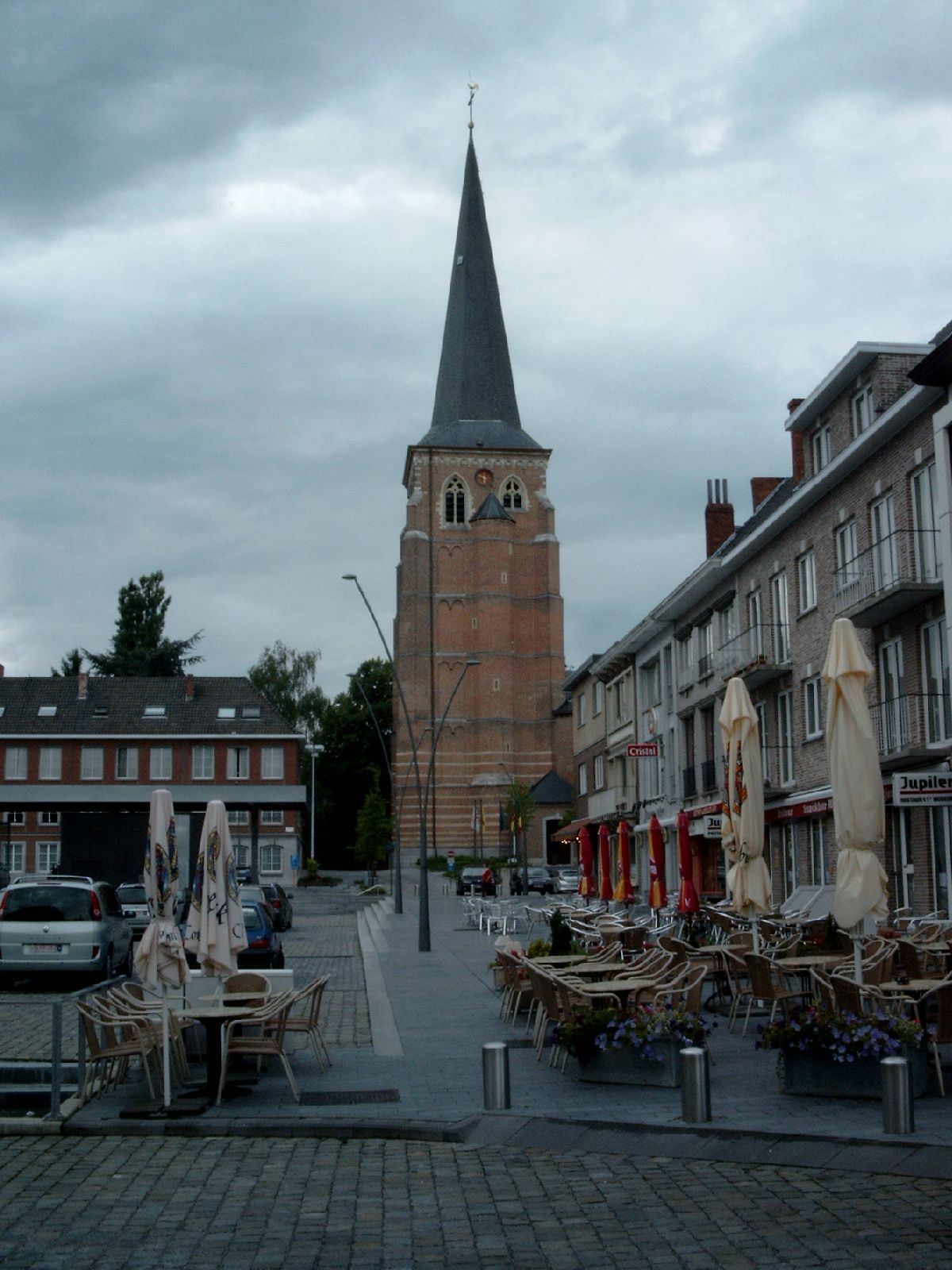
Marktplein in 2006

## Natuur en landschap
Diepenbeek is gelegen in het Demerdal en ligt op de grens van de Kempen in het noorden en vochtig-Haspengouw in het zuiden. Zijbeken van de Demer zijn onder meer: Galgebeek en Kaatsbeek. De zuidgrens van de gemeente wordt gevormd door de Oudebeek en de Winterbeek.
Diepenbeek bezit verschillende mooie natuurgebieden, die vrij toegankelijk zijn op de aangeduide wandelpaden. Deze gebieden worden doorkruist door zorgvuldig bewegwijzerde fietsroutes, deeluitmakende van het Limburgse fietsroutenetwerk. De gebieden zijn:
- De Dorpsbemden-Pomperik bestaande uit graslanden (38 ha), gelegen centrum Diepenbeek, hoek Verbindingslaan en de Demer
- De Dauteweyers, 11 ha groot met visvijvers, ontstaan in de 18e eeuw door de ontginning van ijzererts, gesitueerd te Lutselus, Sint-Servatiusstraat
- Natuurgebied Nietelbroeken in de Mombeekvallei, vroeger jachtgebied, gelegen Zuid-Diepenbeek grensoverschrijdend met Kortessem en Hasselt
- De Maten, aan de sluis op de grens met Genk. Beheerd door Natuurpunt en voorzien van een vogelkijkwand.
- De Mowkes, voormalige waterkelder wordt vleermuizenbehuizing, gelegen op de campus van de UHasselt aan de Oude Stiemer
- Den Elst, natuuroase in een landschap van monoculturen, grootte 5 hectare, gelegen tussen de gehuchten het Crijt en het Reitje
- De Keizelboomgaard, een 20 hectare grote boomgaard aan de Keizelstraat, beheerd door de Nationale Boomgaardstichting met als activiteit het kweken en bewaren van oude hoogstamfruitbomen en kleinfruit als bessen en frambozen. Deze boomgaard bevat 556 exemplaren van met verdwijning bedreigde hoogstamfruitrassen en 1500 laagstambomen. Het geheel is aangelegd als een oorspronkelijk regionaal cultuurlandschap met poelen, houtwallen en hagen.

## Cultuur

### Heraldiek

#### Gemeentewapen
Het wapen van de Duitse Orde, een sabel breedarmig kruis op zilver veld, werd bij koninklijk besluit van 6 februari 1962 aan Diepenbeek toegekend.

Beschrijving van het wapen:
Van zilver met een breedarmig kruis van sabel, het schild geplaatst voor een Heilige Servatius rechtstaand, naar voren gekeerd, met nimbus, gekleed met zijn bisschoppelijke gewaden, houdend in de rechterhand een sleutel en in de linkerhand een bisschopsstaf, de kromming naar buiten gekeerd, alles van goud.

#### Gemeentevlag
De gemeentevlag werd toegekend bij ministerieel besluit van 8 juli 1986.

Beschrijving:
Twee even lange banen van rood en geel met op op het midden een wit schild met een zwart breedarmig kruis.

### Bibliotheek
Vanaf 16 september 2006 is de nieuwe bibliotheek op het Marktplein in werking. De voorgevel bestaat uit een grote glazen wand, van waarachter men een mooi uitzicht heeft op de markt. Op het gelijkvloers is de audiovisuele afdeling, de jeugdboeken- en de internetafdeling. Op de eerste verdieping is de fictie- en non-fictieafdeling gehuisvest. De bibliotheek organiseert iedere maand een tentoonstelling, neemt deel aan de jeugdboekenweek en de bibliotheekweek in oktober.

### Media
Sinds 2007 geeft het gemeentebestuur een vernieuwd tweemaandelijks informatieblad "Teng" uit in kleurendruk. "Teng" staat voor "bericht" in het plaatselijk dialect.

## Mobiliteit

### Spartacusplan
De geplande tramlijn Hasselt - Maastricht, deel van het Spartacusplan, zou Diepenbeek doorkruisen en een stopplaats opleveren aan het bestaande station. Deze tramlijn zou plaatselijk parallel lopen aan de bestaande spoorverbinding.

### Carpoolparking autoweg E313
Aan de N76 is niet ver van E313-afrit 30 een verlichte carpoolparking aangelegd. De parking heeft capaciteit voor 100 wagens en 48 overdekte stalplaatsen voor fietsen. De lokale politie houdt er regelmatig toezicht.

## Economie
Bedrijven zijn verspreid over heel de gemeente: KMO-zone Centrum (Demerstraat en Industrielaan), de ambachtelijke zone Muggenberg (Verbindingslaan, Katteweidelaan, Ambachtsstraat en Muggenbergstraat), en het lokaal bedrijventerrein Dorpsveld. Diepenbeek telde in 2006 5503 werknemers verspreid over landbouw (1,56 %), bouwnijverheid (5,56 %), industrie (15,02 %) en de tertiaire sector (77,80 %).
In de buurt van de onderwijsinstellingen van de Campus Diepenbeek ligt sinds 1989 het Wetenschapspark Limburg van 12 ha groot, met onder meer het Expertisecentrum voor Digitale Media, EDM. Wetenschapspark Limburg NV beheert op de campus een aantal gebouwen waar hightechbedrijven en instituten zijn gevestigd. De bedrijven op het Wetenschapspark werken samen met onderzoeksinstituten en onderwijsinstellingen van de campus. Er is een uitbreidingszone van 20 ha voorzien.
Daarnaast maakt Diepenbeek deel uit van het Economisch Netwerk Albertkanaal. In 2005 werd het Marktplein volledig opnieuw aangelegd.

## Onderwijs
De gemeente heeft alle onderwijsniveaus op haar grondgebied: van de basisschool, over het middelbaar tot universitair onderwijs met eveneens volwassenenonderwijs voor sociale promotie (lerarenopleiding).

### Limburg Diepenbeek Campus
De universitaire campus van Diepenbeek, of Limburg DC, ligt op het grondgebied van Diepenbeek, met daarop de Universiteit Hasselt en diverse hogescholen (UC Leuven-Limburg en Hogeschool PXL).

## Sport
- TTC Diepenbeek - Tafeltennisclub
- Footloose Dancers - Dansschool
- Real Hei - zaalvoetbalvereniging
- 't Dorp United - zaalvoetbalvereniging
- KFC Diepenbeek - Voetbalclub
- Gems BC - Basketbalclub
- Black Sheep - Basketbalclub
- KVC GEMS - Volleybalclub Heren
- ADD Diepenbeek - Atletiekclub
- Eagle Country Dancers - Country Line Dance Club
- Vkmf Diepenbeek - Krav Maga zelfverdediging club
- Diebad - badmintonclub
- Pyong Won - Taekwondo club
- TC Demerstrand Diepenbeek (TCDD) - Tennisclub

## Bekende (ex-)Diepenbekenaren
- Dirk Bikkembergs, modeontwerper
- Brigitte Grouwels, politica Brussels Gewest
- Joris Iven, dichter, schrijver en vertaler
- Armand Mesotten, volksverteller en ereburger
- Bart Mesotten, norbertijn, classicus, haikudichter en promotor van haiku in Vlaanderen
- Kenny Philippaars, zanger Get Ready! & Youston
- Gert Steegmans, wielrenner
- Tim Verheyden, reporter en medewerker VRT-nieuwsdienst
- Stijn Vreven, voetballer, trainer

Alken · As · Beringen · Bilzen-Hoeselt · Bocholt · Bree · Diepenbeek · Dilsen-Stokkem · Genk · Gingelom · Halen · Hamont-Achel · Hasselt · Hechtel-Eksel · Heers · Herk-de-Stad · Herstappe · Heusden-Zolder · Houthalen-Helchteren · Kinrooi ·  Lanaken · Leopoldsburg · Lommel · Lummen · Maaseik · Maasmechelen · Nieuwerkerken · Oudsbergen · Peer · Pelt · Riemst · Sint-Truiden · Tessenderlo-Ham · Tongeren-Borgloon · Voeren · Wellen · Zonhoven · Zutendaal

België: Provincies · Gemeenten